# Öckerö (Bohuslän)
Öckerö – miejscowość (tätort) w Szwecji. Siedziba władz administracyjnych gminy Öckerö w regionie Bohuslän. Około 3 269 mieszkańców.